# Verbascum tenue
Verbascum tenue är en flenörtsväxtart som beskrevs av Svante Samuel Murbeck. Verbascum tenue ingår i släktet kungsljus, och familjen flenörtsväxter. Inga underarter finns listade i Catalogue of Life.